# Liste deutscher Militärmärsche
Für diese Kategorie zeichnet (noch) kein Portal verantwortlich.
Bei Fragen oder Problemen kannst du dich an Wikipedia Diskussion:Kategorien wenden.
In der Liste deutscher Militärmärsche sind in Deutschland bekannte und gespielte Militärmärsche aufgeführt, die keinen eigenen Artikel in der deutschsprachigen Wikipedia besitzen. Die Märsche werden alphabetisch nach ihrem Titel aufgelistet. Sofern bekannt bzw. vorhanden, werden auch Komponist, Nummer in der Armee- bzw. Heeresmarschsammlung, Hintergrundinformationen und Möglichkeiten zum Anhören und Herunterladen angegeben. In der Spalte zu Armee- bzw. Heeresmarschsammlung finden sich die Bezeichnungen nach der originalen preußischen Armeemarschsammlung in Klammern; die Bezeichnungen ohne Klammern beziehen sich auf die für die Bundeswehr neu angelegte Sammlung „Deutsche Armeemärsche“ von Wilhelm Stephan.
Für deutsche Militärmärsche mit eigenem Wikipedia-Artikel siehe: Kategorie:Deutscher Militärmarsch
| Marschtitel                                                                        | Komponist                                  | AM-Bezeichnung          | HM-Bezeichnung | Bemerkungen | Audio / Video                                                                               |
| ---------------------------------------------------------------------------------- | ------------------------------------------ | ----------------------- | -------------- | --- | ------------------------------------------------------------------------------------------- |
| Der Alsenströmer                                                                   | Johann Gottfried Piefke                    | AM II, 131 (AM II, 190) |                | 1864 zur Einnahme der dänischen Insel Alsen komponiert | Der Alsenströmer auf YouTube                                                                |
| Althessischer Reitermarsch                                                         | Landgraf Ludwig VIII. von Hessen-Darmstadt | AM III, 141             |                | Komponiert 1732 | Althessischer Reitermarsch auf YouTube                                                      |
| Bayerischer Zapfenstreichmarsch                                                    | Wilhelm Legrand                            | (AM II, 245)            |                | | Bayerischer Zapfenstreichmarsch auf YouTube                                                 |
| Deutschlands Waffenehre                                                            | Hermann Ludwig Blankenburg                 |                         |                | | Deutschlands Waffenehre auf YouTube                                                         |
| Erzherzog-Albrecht-Marsch                                                          | Karl Komzák                                | (AM II, 263)            |                | Österreichischer Marsch, benannt nach dem k. (u.) k. Feldmarschall Erzherzog Albrecht von Österreich-Teschen                                                                                                   | Erzherzog-Albrecht-Marsch auf YouTube                                                       |
| Frei weg!                                                                          | Carl Latann                                | AM II, 161              | HM II, 137     | --- | Frei weg! auf YouTube                                                                       |
| Graf-Zeppelin-Marsch                                                               | Carl Teike                                 |                         |                | Benannt nach Friedrich von Zeppelin, dem Vater von Ferdinand von Zeppelin. | Graf-Zeppelin-Marsch auf YouTube                                                            |
| In Treue fest                                                                      | Carl Teike                                 | ---                     |                | Benannt nach dem Motto der Bayerischen Armee | In Treue fest auf YouTube                                                                   |
| Der Jäger aus Kurpfalz                                                             | Johann Gottfried Rode                      | AM II, 145 (AM II, 243) |                | Im Trio das Lied „Ein Jäger aus Kurpfalz“ | Der Jäger aus Kurpfalz auf YouTube                                                          |
| Kaiser-Friedrich-Marsch                                                            | Carl Friedemann                            |                         | HM II, 151     | Benannt nach Kaiser Friedrich III. | Kaiser-Friedrich-Marsch auf YouTube                                                         |
| Kerntruppenmarsch                                                                  | H. Schmiedecke                             | AM II, 153 (AM II, 260) |                | --- | Kerntruppenmarsch auf YouTube                                                               |
| König-Karl-Marsch                                                                  | Carl Ludwig Unrath                         | (AM II, 212)            |                | Benannt nach König Karl I. von Württemberg | König-Karl-Marsch auf YouTube                                                               |
| König-Ludwig II.-Marsch                                                            | Georg Seifert                              | AM II, 149 (AM II, 252) |                | Benannt nach König Ludwig II.von Bayern | König-Ludwig II.-Marsch auf YouTube                                                         |
| Kreuzritterfanfare                                                                 | Richard Henrion                            | (AM I, 31)              |                | Komponiert 1893, Parademarsch des Kürassierregiments Graf Wrangel (Ostpreuß. Nr. 3), Traditionsmarsch des ehem. PzAufklBtl 5                                                                                   | Kreuzritterfanfare auf YouTube                                                              |
| (Der) Lymfjordströmer Marsch                                                       | Johann Gottfried Piefke                    | (AM II, 191)            |                | 1864 zur Überwindung des dänischen Limfjords komponiert; im Trio das Soldatenlied „Der alte Mantel“ | Marchas Militares Alemanas – „Der Lymfjordströmer“ auf YouTube                              |
| Margarethenmarsch                                                                  | Johann Gottfried Piefke                    | (AM II, 182)            |                | Komponiert nach Motiven der Oper „Faust“ von Charles Gounod | (MP3; 361 kB)                                                                               |
| Marsch I. Bataillon Garde                                                          | König Friedrich Wilhelm III. von Preußen   | AM I, 23 (AM I, 7)      |                | 1806 für das I. Bataillon des 1. Garde-Regiment zu Fuß komponiert | (MP3; 361 kB)                                                                               |
| Marsch der Finnländischen Reiterei                                                 | (unbekannt)                                | (AM II, 211)            |                | Marsch aus der Zeit des Dreißigjährigen Krieges, Trio später ergänzt (auch: Schwedischer Reitermarsch) | Marsch der Finnländischen Reiterei auf YouTube                                              |
| Marsch der Freiwilligen Jäger aus den Befreiungskriegen (1813)                     | Heinrich Homann                            | AM II, 142 (AM II, 239) | HM II, 97      | 1813 für die preußische Jägertruppe komponiert (auch: Alter Jägermarsch; in der Schweiz unter dem Titel Sechseläutenmarsch bekannt)                                                                            | HM II, 97 VDHM „Marsch der freiwilligen Jäger aus den Befreiungskriegen (1813)“ auf YouTube |
| Marsch der Hannoverschen Garde du Corps I.                                         | (unbekannt)                                | (AM III, 92)            |                | --- | Marsch der Hannoverschen Garde du Corps I auf YouTube                                       |
| Marsch des Hannoverschen Cambridge-Dragoner-Regiments                              | (unbekannt)                                | (AM III, 99)            |                | | Marsch des Hannoverschen Cambridge Dragoner Regiments auf YouTube                           |
| Marsch des Hannoverschen Kronprinz-Dragoner-Regiments                              | (unbekannt)                                | (AM III, 100)           |                | | Marsch des Hannoverschen Kronprinz Dragoner Regiments auf YouTube                           |
| Marsch des Altpreußischen Infanterie-Regiments von Winterfeld später Alt Bornstedt |                                            |                         |                | Komponiert für Hans Karl von Winterfeldt, Generalleutnant. Parademarsch des Winterfeldt-Infanterieregiments Nr 1                                                                                               |                                                                                             |
| Marsch des Infanterie-Regiments Jung Bornstedt                                     | (unbekannt)                                | (AM II, 222)            |                | | Marsch des Infanterie-Regiments Jung Bornstedt auf YouTube                                  |
| Marsch des Infanterie-Regiments von Möllendorf                                     | (unbekannt)                                | (AM III, 80)            |                | 1796 komponiert | Marsch des Infanterie Regiments von Möllendorf Nr. 25 um 1796 auf YouTube                   |
| Marsch des Schwäbischen Kreisregiments Durlach-Baden                               | (unbekannt)                                | (AM I, 104)             |                | um 1700 komponiert | Marsch des schwäbischen Kreisregiments „Baden-Durlach“ auf YouTube                          |
| Marsch für das Königlich Preußische 2. Leib-Husaren-Regiment                       | Carl Maria von Weber                       | (AM III, 143)           |                | | Marsch für das Preußische 2. Leib-Husaren Regiment auf YouTube                              |
| Marsch Herzog von Braunschweig                                                     | (unbekannt)                                | AM I, 24 (AM I, 9)      |                | 1806 für Herzog Karl Wilhelm Ferdinand, den preußischen Oberbefehlshaber im Kampf gegen Napoleon komponiert; der Herzog wurde in der Schlacht von Jena und Auerstedt blind geschossen und verstarb kurz darauf | Marsch Herzog von Braunschweig auf YouTube                                                  |
| Marsch nach Melodien des Königs von Hannover                                       | Wilhelm Christoph                          | AM II, 122 (AM II, 156) |                | Komponiert nach Motiven des blinden Königs Georg V. von Hannover (auch: Marsch nach Motiven des Königs von Hannover)                                                                                           | Marsch nach Melodien des Königs von Hannover auf YouTube                                    |
| Marsch von Problus und Prim                                                        | Heinrich Laudenbach                        | AM II, 133 (AM II, 194) |                | Benannt nach dem Gefecht von Problus und Prim, einem Teilgefecht der Schlacht von Königgrätz (voller Titel: Marsch von Problus und Prim am 3. Juli 1866)                                                       | Marsch von Problus und Prim auf YouTube                                                     |
| Mussinan-Marsch                                                                    | Carl Carl                                  | AM II, 147 (AM II, 248) |                | Benannt nach Ludwig Ritter von Mussinan, bayerischer Kavallerieoffizier im Krieg 1870/71. Das Marschtrio wird traditionell im langsamen Schritt gespielt                                                       | Mussinan Marsch auf YouTube                                                                 |
| Parademarsch Nr. 1                                                                 | Julius Möllendorf                          | AM I, 32 (AM III, 51)   |                | --- | Parademarsch Nr. 1 auf YouTube                                                              |
| Parademarsch Nr. 2                                                                 | Julius Möllendorf                          |                         |                | --- | Parademarsch Nr. 2 auf YouTube                                                              |
| Pepita-Marsch                                                                      | Friedrich Pfeifke                          | AM II, 123 (AM II, 160) |                | Er wurde benannt nach einem spanischen Volkstanz, der wiederum nach einer Ballerina benannt wurde. - | Pepita-Marsch auf YouTube                                                                   |
| Präsentiermarsch des Leib-Kürassier-Regiments Großer Kurfürst (Schlesisches) Nr.1  | Kuno von Moltke                            | (AM III 89)             |                | |                                                                                             |
| Preußischer Zapfenstreichmarsch                                                    | unbekannt (russische Herkunft)             |                         |                | auch Russischer Zapfenstreichmarsch, von Wilhelm Wieprecht bei der Aufführung des Russischen Zapfenstreichs anlässlich eines Zarenbesuches in Berlin 1838 als Bestandteil des Großen Zapfenstreichs etabliert  | Zapfenstreichmarsch auf YouTube                                                             |
| Revue-Marsch                                                                       | August Reckling                            | AM II, 151 (AM II, 258) |                | „Revue“ meint hier eine Militärparade | Revue Marsch auf YouTube                                                                    |
| Sedanmarsch                                                                        | Carl Lange                                 | AM II, 106 (AM II, 45a) |                | Entstand 1814 im Feldlager der preußischen Truppen bei Sedan, hat also entgegen einer verbreiteten Ansicht nichts mit der Schlacht von Sedan zu tun                                                            | Sedan Marsch auf YouTube                                                                    |
| Wir präsentieren                                                                   | Hans Ailbout                               | AM I, 93                |                | | Wir präsentieren auf YouTube                                                                |